# Murviel-lès-Béziers
Murviel-lès-Béziers település Franciaországban, Hérault megyében. Lakosainak száma 3038 fő (2022. január 1.). Murviel-lès-Béziers Autignac, Cabrerolles, Causses-et-Veyran, Cazouls-lès-Béziers, Cessenon-sur-Orb, Pailhès, Saint-Geniès-de-Fontedit, Saint-Nazaire-de-Ladarez és Thézan-lès-Béziers községekkel határos.

## Népesség
A település népességének változása:
| Lakosok száma | 2023 | 1949 | 2264 | 2639 | 2979 | 3028 | 3075 | 3105 | 3112 | 3038 |
|               | 1968 | 1982 | 1990 | 2006 | 2013 | 2015 | 2017 | 2019 | 2020 | 2022 |